# John Robinson (biskop)
John Robinson, född den 7 november 1650 i Yorkshire, död den 11 april 1723 i Hampstead och begraven i All Saints Church, Fulham, London var en engelsk biskop och diplomat. 
Han blev efter studier i Oxford i början av 1680-talet kaplan vid den engelska beskickningen i Stockholm och verkade i Sverige ända till 1709. Sedan den ordinarie envoyén, Philip Warwick, varit tvungen att återvända till England och där hastigt avlidit i mars 1683, verkade han under lång tid såsom agent, det vill säga tjänstförrättande resident eller envoyé. Han var således i Sverige under en intressant och viktig period, då norra Europas affärer tilldrog sig Englands intresse i mycket stor utsträckning. Han ledde 1700 förhandlingarna om Haagtraktatens förnyande och åtföljde samma år Karl XII på dennes fälttåg till Narva. 
John Robinson blev efter sin återkomst till England domprost i Windsor 1709 och biskop av Bristol 1710. Han blev 1711 lordsigillbevarare – och det ska ha varit sista gången en engelsk biskop erhöll ett högt politiskt ämbete – och var 1712-13 Englands förste delegerade vid fredsunderhandlingarna i Utrecht. 1713 blev han biskop i Londons stift och inkallades 1714 av Georg I till Privy council. Han har skildrat svenska förhållanden i Account of Sweden together with an extract of the history of that kingdom (1695; fransk amsterdamutgåva 1712; nyutgiven i Karolinska förbundets årsskrift 1998).
Av svenskt intresse är de av hans brev som finns på British Library (Additional Mss), Public Record Office, London (State Papers 95) och svenska Riksarkivet (Diplomaticasamlingen).